# HMS Caradoc
La HMS Caradoc (Pennant number D60), seconda nave da guerra britannica a portare questo nome, è stata un incrociatore leggero classe C, tipo Caledon della Royal Navy. Venne impostata il 21 febbraio 1916, varata il 23 novembre seguente ed entrò in servizio il 16 giugno 1917.

## Servizio
Al momento dell'ingresso in servizio, nel pieno della prima guerra mondiale, la Caradoc venne assegnata insieme alle altre navi della sua sottoclasse al Sesto Squadrone Incrociatori leggeri della Grand Fleet. Insieme alla sorella Cassandra il 15 agosto 1917 si arenò sull'Isola di Fair. Entrambe le navi vennero liberate senza danni. Nel 1918 venne trasferita nel Mar Baltico insieme alla sorella Calypso per prendere parte alla campagna britannica lanciata per appoggiare le truppe estoni, sotto attacco da parte dei bolscevichi durante la Guerra civile russa.
Nel 1919 tornò in patria per venire assegnata nel mese di febbraio alla Mediterranean Fleet, dove rimase fino al 1926. Nel mese di novembre venne trasferito in Cina, dove entrò in servizio nel mese di gennaio 1927. Il 19 settembre successivo, tornato in patria, entrò in cantiere a Chatham per un raddobbo che durò fino al settembre successivo. Tornato in servizio venne assegnato alle Indie Occidentali con base a Bermuda.
Nel 1930, dopo essere stato trasferito in riserva per pochi mesi, venne assegnato nuovamente alla base cinese, dove rimase fino all'agosto 1934. Tornato in patria venne trasferito in riserva dove rimase fino al 1937, anno in cui venne sottoposto ad un raddobbo per essere trasformata in nave addestramento.
Nel settembre 1939, allo scoppio della seconda guerra mondiale rientrò in servizio attivo con base a Portland. Nel mese di ottobre venne trasferita presso l'Ottavo Squadrone Incrociatori nelle Indie Occidentali con compiti di pattuglia e di caccia alle navi corsare tedesche. Il 23 ottobre intercettò il mercantile tedesco Emy Friedrich che venne autoaffondato dal proprio equipaggio. Nel mese di novembre traversò il canale di Panama diretto ad Esquimalt per riparazioni, dove rimase fino al 5 aprile 1940. L'11 novembre al largo della Florida intercettò la Rheim, che venne incendiata dall'equipaggio e successivamente affondata dalla Caradoc stessa.
Il 28 ottobre 1941 entrò in cantiere presso l'US Navy Yard di Brooklyn dove ricevette cinque cannoni da 20 mm Oerlikon e venne installato un radar Type 286. Tornò in servizio il 26 febbraio 1942 con il Quinto Squadrone Incrociatori della Home Fleet. Dopo aver operato da Gibilterra per i mesi di giugno e luglio venne trasferita nell'Oceano Indiano e partecipò alle operazioni di sbarco in Madagascar denominate Operazione Stream. Dal mese di ottobre venne trasferita nel Golfo Persico dove rilevò la Capetown.
Nel 1943 operò nell'Oceano Indiano e nell'Atlantico meridionale con compiti di scorta ai convogli alleati. Nel marzo 1944 venne ritirata dal servizio attivo e trasferita a Colombo dove rimase come nave appoggio dal mese di aprile fino al settembre 1945. Tornata in patria venne posta in riserva nel mese di dicembre e venduta per essere demolita presso i cantieri TW Ward di Briton Ferry, dove giunse rimorchiata il 4 aprile 1946.